# Achille Mbembe
Achille Mbembe (Camerun, 27 luglio 1957) è un filosofo, africanista e storico camerunese, considerato uno dei più importanti teorici viventi del postcolonialismo. 
Si occupa di storia africana, politica africana e scienze sociali.

## Biografia
Mbembe è nato vicino a Otélé, in Camerun nel 1957. Ha ottenuto il suo Dottorato in storia all'Università di Parigi-Sorbona in Francia nel 1989. Ha poi conseguito un Master in scienze politiche all'Istituto di studi politici di Parigi. Ha ricoperto incarichi presso la Columbia University a New York, la Brookings Institution a Washington D.C., l'Università della Pennsylvania, l'Università della California (Berkeley), Yale, Duke University e il Consiglio per lo Sviluppo della Ricerca nelle Scienze Sociali in Africa (CODRESIA) a Dakar. È stato ricercatore di storia alla Columbia University nel periodo 1988-1991, poi tra il 1991 e il 1992 alla Brookings Institution, professore associato all'Università della Pennsylvania dal 1992 l 1996, direttore esecutivo del CODRESIA dal 1996 al 2000. Mbembe è stato anche visiting professor all'Università della California, Berkeley nel 2011 e a Yale nel 2003. È inoltre stato professore di storia e politica all'Istituto di ricerca W. E. B Du Bois ad Harvard. Nel 2020, Mbembe ha tenuto la lectio magistrali in Scienze Umane a Stanford. Il 14 marzo 2024, Achille Mbembe è stato insignito del Premio Holberg 2024 per le arti e le lettere, le discipline umanistiche, il diritto e la teologia. La cerimonia di consegna avrà luogo il 6 giugno 2024 presso l'Università di Bergen, in Norvegia.
Ha scritto su temi di storia africana e politica, tra cui La naissance du maquis dans le Sud-Cameroun (Parigi: Karthala, 1996).

## Incarichi attuali
Mbembe è attualmente membro dello staff del Wits Institute for Social and Economic Research (WISER) all'Università del Witwatersrand a Johannesburg, oltre ad avere un ruolo visiting annuale al Franklin Humanities Institute alla Duke University.
È anche collaboratore alla rivista scientifica Public Culture.

## Ambito di Ricerca
I temi di ricerca principali di Mbembe sono la storia africana, gli studi postcoloniali, le scienze politiche e sociali. Per quanto sia ritenuto un teorico del postcolonialismo, principalmente per il titolo del suo primo libro pubblicato in lingua inglese Postcolonialismo, ha rifiutato l'etichetta con forza recentemente in quanto vede il suo progetto come sia l'accettazione che la trascendenza della differenza, piuttosto che un ritorno alla patria originale, marginale, rurale.
Le opere più importanti di Mbembe sono: Les jeunes et l'ordre politique en Afrique noire (1985); La naissance du maquis dans le Sud-Cameroun (1996); Histoire des usages de la raison en colonie (1996); De la postcolonie. Essai sur l'imagination politique dans l'Afrique contemporaine (2000); Sortir de la grande nuit: Essai sur l'Afrique décolonisée (2003); Critique de la raison nègre (2013).
La sua opera principale, Postcolonialismo, è stata tradotta in inglese e pubblicata dalla University of California Press nel 2001. Quest'opera è stata ripubblicata in un'edizione africana dalla Wits University Press e contiene una nuova prefazione scritta da Mbembe, in cui questi argomenta che il discorso accademico e popolare sull'Africa è intrappolato in una miriade di cliché collegati alle fantasie e paure occidentali. Nel solco di Frantz Fanon e Sigmund Freud, Mbembe ritiene che questa rappresentazione non è un riflesso della vera Africa ma una proiezione inconscia collegata al senso di colpa, al disconoscimento e alla compulsione di ripetere. Come James Ferguson, Valentin-Yves Mudimbe, e altri, Mbembe interpreta l'Africa non come un luogo isolato, definito ma come una relazione tesa tra essa e il resto del mondo che si mette in scena simultaneamente su livelli politici, psichici, semiotici e sessuali. 
Mbembe ritiene che il concetto di biopotere di Michel Foucault (un insieme di potere disciplinario e biopolitica) non sia più sufficiente a spiegare le forme contemporanee di soggiogamento. Alle intuizioni di Foucault sulle nozioni di potere sovrano e biopotere, Mbembe aggiunge il concetto di necropolitica, che racchiude più del solo "inscrivere corpi all'interno di apparati disciplinari". Discutendo gli esempi di Palestina, Africa e Cossovo, Mbembe mostra come il potere della sovranità sia ora attuato tramite la creazione di "zone di morte" dove la morte diviene l'esercizio estremo di dominazione e la forma primaria di resistenza.
Achille Mbembe denuncia la mancanza di democrazia in Africa e chiede la fine del franco CFA e delle basi militari francesi in Africa, sottolineando la perdita di influenza francese in Africa..

## Vita privata
Mbembe è sposato con Sarah Nuttall, Professoressa di Studi Letterari e Culturali e Direttrice del Wits Institute for Social and Economic Research all'Università del Witwtersrand, a Johannesburg. Hanno scritto molti testi assieme e hanno due figli.

## Opere
- 2005. Postcolonialismo, Roma: Meltemi, pp. 312. ISBN 978-88-8353-367-9
- 2016. Necropolitica, Verona : Ombre Corte, pp. 107. ISBN 978-8869480072
- 2018. Emergere dalla lunga notte. Studio sull'Africa decolonizzata, Roma : Meltemi, pp. 314. ISBN 9788883539138
- 2019. Nanorazzismo. Il corpo notturno della democrazia, Bari : Laterza, pp.  192. ISBN 9788858132814
- 2019. Critica della ragione negra, Como : Ibis, pp. 295. ISBN 9788871645209
- 2023. Brutalismo, Bologna : Marietti1820, pp. 271. ISBN 978-88-211-8718-6

Tra le sue pubblicazioni in lingua francese e inglese: 
- 2010 Sortir de la grande nuit: Essai sur l'Afrique décolonisée, Paris: Editions La Découverte. (edizione inglese : "Out of the Dark Night" . Berkeley : University California Press, 288 pp. , 08/2020)
- 2000	De la postcolonie. Essai sur l'imagination politique dans l'Afrique contemporaine. Paris: Karthala, 280 pp. (edizione inglese: On the Postcolony. Berkeley: University of California Press, 274 pp., 2001)
- 2000	On Private Indirect Government. Dakar: CODESRIA, 117 pp.
- 1996	La naissance du maquis dans le Sud-Cameroun (1920-1960) Histoire des usages de la raison en colonie. Paris: Karthala, 438 pp.
- 1991	(con J.F. Bayart, C. Toulabor), Le politique par le bas: Contribution à une problématique de la démocratie en Afrique noire. Paris: Karthala, pp. 148–256.
- 1988	Afriques indociles. Christianisme, pouvoir et État en société postcoloniale. Paris: Karthala, 222 pp.
- 1986	Les jeunes et l'ordre politique en Afrique noire. Paris: L'Harmattan, 247 pp., ISBN 978-8025425220